# Міста Придністров'я
Згідно з Державним реєстром «Адміністративно-територіальний устрій Придністровської Молдавської Республіки» в республіці виділяються 8 міст, з них 2 міста республіканського підпорядкування:

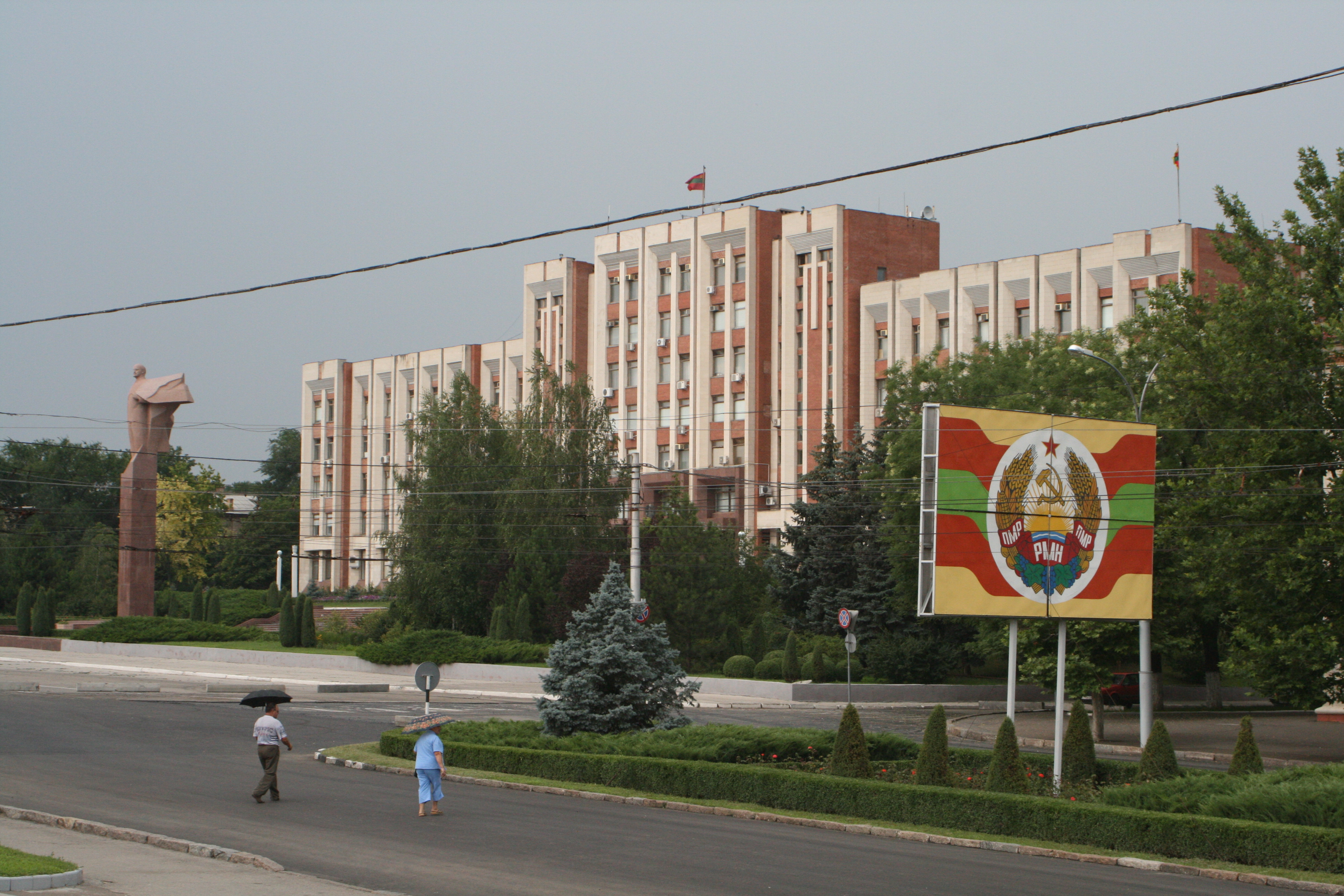
Тирасполь

- Тирасполь, Дністровськ
- Бендери.

Інші міста:
- Григоріопольський район:
  - Григоріополь
- Дубосарський район:
  - Дубоссари
- Кам'янський район:
  - Кам'янка
- Рибницький район:
  - Рибниця
- Слободзейський район:
  - Слободзея.